# Brisa (empresa)
Brisa MHME é uma operadora de infraestruturas de transporte em Portugal. Fundada em 1972, gere seis concessões rodoviárias (Brisa; Brisal; Douro Litoral; Atlântico, Baixo Tejo e Litoral Oeste), que totalizam mais de 1 500 quilômetros, ligando norte, sul, litoral e interior do país.
As suas competências principais são o financiamento, a construção e a operação de infra-estruturas de transporte, às quais acrescem as competências desenvolvidas no domínio dos serviços rodoviários.
O Grupo José de Mello Investimentos detém 30,45% do capital social, AEIF Apollo S.à.r.l. tem 19.09%, Tagus Holdings S.à r.l.(é uma sociedade domiciliada no Luxemburgo e detida a 55% pela José de Mello Investimentos e a 45% pela Arcus European Infrastructure Fund (AEIF Apollo)) tem 35,27% e Norges Bank Investment Management tem uma percentagem de ações detida de 2,16% do capital social.
O grupo espanhol Abertis, vendeu em agosto de 2012 a sua posição na concessionária de auto-estradas portuguesa, por 312 milhões de euros, no quadro da Oferta Pública de Aquisição (OPA) lançada, através da Tagus.
Brisa detém 60% do capital social da Via Verde.
Por ocasião do seu 50.º aniversário, a 22 de novembro de 2022, o Grupo Brisa foi agraciado com o grau de Membro-Honorário da Ordem do Mérito Empresarial - Classe do Mérito Industrial.

## Autoestradas em Portugal

### Brisa Concessão
- A1 - Auto-estrada do Norte
- A2 - Auto-estrada do Sul
- A3 - Auto-estrada do Minho
- A4 - Auto-estrada Transmontana
- A5 - Auto-estrada da Costa do Estoril
- A6 - Auto-estrada do Alentejo Central
- A9 - Circular Regional Exterior de Lisboa
- A10 - Auto-estrada do Ribatejo
- A12 - Auto-estrada do Sul do Tejo
- A13 - Auto-estrada do Pinhal Interior
- A14 - Auto-estrada do Baixo Mondego

### Douro Litoral
- A32 - Auto-Estrada de Entre Douro-e-Vouga
- A41 - Circular Regional Exterior do Porto
- A43 - Radial de Gondomar

### Atlântico
- A8 - Autoestrada do Oeste
- A15 - Autoestrada do Atlântico

### Litoral Oeste
- IC2 - Variante da N1
- IC9 - Nazaré-Ponte de Sôr
- IC36 - Ligação da A8 à A1

### Brisal
- A17 - Autoestrada do Litoral Centro

### Baixo Tejo
- A33 - Circular Regional Interior da Península de Setúbal
- IC3 - Itinerário Complementar da Estremadura e Ribatejo
- IC20 - Via Rápida da Caparica
- IC21 - Via Rápida do Barreiro

## Operações
- Nos Estados Unidos, participa em 100% do capital da concessão Northwest Parkway;
- Na Holanda participa em 30% na Movenience B.V., que operam na área da cobrança electrónica de portagens.
- Na Índia participa em 40% da Feedback Brisa Highways.[10]

## Antigas operações
- No Brasil, detinha 18% do capital da CCR, considerada a maior operadora de auto-estradas da América Latina, porém em junho de 2010 a Brisa vendeu a sua participação na empresa por 1.300 mil milhões de euros e com isso ela encerrou suas operações no Brasil e América Latina.[11][12]